# Alberto Erede
Alberto Erede (Gènova, 8 de novembre, 1908 – Montecarlo, 12 d'abril, 2001), va ser un director de l'orquestra italiana.

## Biografia
Alberto Erede, va començar a estudiar amb Felix Weingartner a Basilea, i més tard amb Fritz Busch a Dresden. El 1930, va debutar dirigint l'Accademia di Santa Cecilia de Roma. El 1934, va dirigir la temporada inaugural de l'Òpera del Festival de Glyndebourne, que va dirigir fins al 1939. Per a Glyndebourne, va dirigir Les noces de Fígaro i Don Giovanni el 1938, i el 1955, El barber de Sevilla amb Sesto Bruscantini i la Royal Philharmonic Orchestra al King's Theatre d'Edimburg.
El 1935, va dirigir reposicions de L'or del Rin amb Italo Tajo, Die Walküre i Sigfrid al Teatro Regio de Torí. El 1937 al Schlosstheater Schönbrunn, va dirigir una representació privada de Cosi fan tutte de Mozart on entre el públic hi havia Sigmund Freud, Stefan Zweig, Franz Werfel, Weingartner i Oskar Kokoschka.
El 1939, va debutar als Estats Units dirigint Toscanini l'Orquestra Simfònica de la NBC. En tornar a Itàlia, va dirigir actuacions simfòniques i operístiques durant la Segona Guerra Mundial. El 1941, va dirigir la primera representació de Renard de Stravinski al "Teatro delle Arti" de Roma. Mentre estava als Estats Units, també va fer el seu debut a Nova York amb l'Orquestra Simfònica de la NBC i va dirigir l'estrena de The Old Maid and the Thief de Menotti el 1939.
Va passar els anys de guerra a Itàlia dirigint concerts orquestrals i òpera. Després va assumir el càrrec de director principal de l'orquestra de la Ràdio de Torí, i va reprendre les seves connexions a Anglaterra per convertir-se en director musical de la New London Opera Company de 1946 a 1948.
Al Teatre La Fenice de Venècia, va dirigir L'incoronazione di Poppea amb Boris Christoff el 1949, un concert el 1954 i un concert el 1956 amb Bruno Giuranna.
El novembre de 1950 va debutar al Metropolitan Opera House de Nova York, dirigint La traviata amb Ferruccio Tagliavini; al desembre, Il barbiere di Siviglia de Rossini amb Lily Pons, Giuseppe Di Stefano i Cesare Siepi; i Il trovatore amb Leonard Warren i Fedora Barbieri; el 1951, Cavalleria rusticana amb Richard Tucker; Pagliacci; Madama Butterfly amb Victoria de los Ángeles; Rigoletto; i La bohème; el 1952, Gianni Schicchi amb Roberta Peters; Così fan tutte; Alceste de Gluck amb Kirsten Flagstad; i Don Carlo amb Tucker, Robert Merrill a el Barber; i el 1954, The Rake's Progress.
A la Wiener Staatsoper va debutar el 1952 amb Tosca, després Turandot i Aïda, el 1958 Rigoletto amb Di Stefano i Ettore'Doninii a La traviata i Salomè, el 1959 La flauta màgica, La Cenerentola amb Walter Berry i Christa Ludwig i Un ballo in maschera, i Madama Buterfly 1960 amb Gundula Janowitz, el 1961 Andrea Chénier, Otello, La forza del destino amb Antonietta Stella i Giuseppe Taddei, Les noces de Fígaro i La bohème, el 1962 Così fan tutte, Cavalleria rusticana i Pagliacci, el 1963 Die Entführung aus dem Serail i Il trovatore amb Franco Corelli i Ivo Vinco, el 1974 Luisa Miller amb Bonaldo Giaiotti El barber de Sevilla i el 1981 L'elisir d'amore. El mestre va dirigir 73 representacions a Viena.
A la Royal Opera House, Covent Garden de Londres va dirigir Il trovatore el 1953 amb Maria Callas i Simionato, el 1960 Aida amb Gabriella Tucci i el 1962 La traviata amb Joan Sutherland.
Al Grand Théâtre de Ginebra el 1963 va dirigir Tristan und Isolde amb Wolfgang Windgassen i Anja Silja i el 1975 Manon Lescaut.
Encara a Edimburg, l'any 1963 va dirigir Don Pasquale amb Fernando Corena, Renato Capecchi i Alfredo Kraus i Luisa Miller amb Piero Cappuccilli a les gires del Teatre San Carlo de Nàpols, el 1965 Le pescatrici de Franz Joseph Haydn, el 1969 Rigoletto a la gira del Teatro Comunale de Florència amb Renata Scotto, el 1972 Otello amb Kiri Te Kanawa i La rappresentatione di Anima e di Corpo d'Emilio de' Cavalieri per a la "Deutsche Oper am Rhein" de Düsseldorf i el 1976 Die drei Pintos de Carl Maria von Weber.
El 1963 va dirigir l'estrena de "I puritani" al Teatre del Maggio Fiorentino amb Kraus i Bruscantini, el revival de "Luisa Miller" al "Teatro Comunale di Bologna" amb Cappuccilli, i el revival de "Don Pasquale" al Teatro San Carlo de Nàpols, amb Kraus, Capecchi e Corena.
El 1965 va dirigir "Manon" de Massenet al Teatro dell'Opera di Roma amb Anna Moffo i Di Stefano, i "Un ballo in maschera" amb Adriana Lazzarini.
Al Festival de Bayreuth de 1968 va dirigir "Lohengrin" amb Heather Harper.
El 1971 va dirigir la reposició d'"Il trovatore" al Teatro Regio di Parma amb Tucker i Renato Bruson.
De nou per al Metropolitan, el 1974 va dirigir "Turandot" amb Corelli i "Tosca" amb Corena. El mestre va dirigir 281 representacions per al Metropolitan fins al 1975.

## Carrera musical
- 1945-1946 - Director de l'Orquestra de la RAI a Torí;
- 1946 - Director musical de la New London Opera Company al Cambridge Theatre, on va romandre durant dues temporades;
- 1950-1955 - Director de la Metropolitan Opera;
- 1958 - Director musical general de la Deutsche Opera am Rhein (el primer italià a ocupar aquest càrrec);
- 1950-1960 - Convidat freqüent al Covent Garden i al Festival d'Edimburg;
- 1961 - Director de l'Orquestra Simfònica de Göteborg;
- 1968 - Director de "Lohengrin" de Wagner a Bayreuth (el tercer director italià d'aquest Festival, després de Toscanini i de Sabata);
- 1988 - Director de l'Òpera de Roma.

Ha dirigit a importants teatres de tot el món, amb una notable activitat concertística, especialment a Anglaterra, Àustria, Alemanya i Itàlia.

## Dades interessants
- Les relacions amb Arturo Toscanini es van refredar quan Erede va decidir divorciar-se, ja que Toscanini estava completament a favor de la indissolubilitat del matrimoni.

## Vida personal
Un dels fills d'Alberto, Marco, va seguir una carrera com a director d'orquestra durant diversos anys, però això va ser interromput pel desenvolupament d'un rar problema auditiu.

## Honors
- Orde al Mèrit de la República Federal Alemanya - cinta per a uniforme ordinari
- Cavaller de l'Orde del Mèrit de Rin del Nord-Westfàlia - cinta per a uniforme ordinari
- Grifó d'Oro (1998)[3]

## Discografia parcial
- Mascagni, Cavalleria rusticana - Erede, Tebaldi, Bjoerling, Bastianini, 1957 RCA (dal 1970 ristampa Decca)
- Rossini, Barbiere di Siviglia (sel.) - Erede/Simionato/Bastianini, 1956 Decca
- Verdi, Aida - Erede, Tebaldi, Del Monaco, Stignani, 1952
- Puccini, La Boheme - Erede, Tebaldi, Prandelli, Inghilleri, 1951